# نهر بوتارو
نهر بوتارو هو نهر في غيانا ، شمال أمريكا الجنوبية.
نهر بوتارو مصدره في جبل أيانغانا في جبال باكاريما ، شمال روبونوني سافانا. يمتد النهر حوالي 225 كم قبل الوصول إلى نهر إيسيكويبو، وهو أكبر نهر في غيانا.
توجد شلالات في بوتارو ، أبرزها شلالات كايتيور وشلالات توموماتاري.
يتم استخراج الذهب والماس من النهر في هذه المنطقة الغنية بالمعادن.